# トーマス・ログネ
トーマス・パウク・ログネ（Thomas Pauck Rogne, 1990年6月29日 - ）は、ノルウェー・アーケシュフース県バールム出身のサッカー選手。ポジションはDF。

## クラブ経歴
2007年にスターベクIFのトップチームに昇格。2008年シーズンは国内リーグエリテセリエン優勝を経験。2009年シーズンより出場機会が増え、同年シーズンはリーグ戦10試合1ゴールを記録。
2010年1月20日、セルティックFCと3年半の契約を締結。加入後は先発定着には至らなかったものの、スコティッシュ・プレミアシップ優勝2回、スコティッシュリーグカップでも2回優勝を経験した。
2013年7月1日、ウィガン・アスレティックFCと4年契約を締結。2013-14シーズンEFLチャンピオンシップ (2部リーグ)に降格し、1年でのプレミアリーグ復帰を目指す為に迎えられたログネだったが、加入後は不調に陥り、リーグ戦11試合の出場にとどまり、チームも5位におわり、昇格プレーオフも敗退。翌2014-15シーズンはリーグ戦不出場に終わり、2015年3月11日に契約解消に合意し退団した。
2015年3月14日、IFKヨーテボリと3年契約を締結。加入後先発に定着し、チームの中心選手に定着した。
2017年7月31日、レフ・ポズナンと3年契約を締結し、2018年1月より加入することが発表。移籍後も最終ラインに定着し、チームキャプテンも任された。
2022年1月4日、アポロン・スミルニFCに移籍した。

## 代表経歴
2009年からユース世代のノルウェー代表に招集され、2013年にはイスラエルで開催されたUEFA U-21欧州選手権2013にU-21代表で出場し、準決勝進出に貢献。2012年3月にフル代表に初招集。1日の北アイルランド戦で代表戦初出場。しかし、同年に2試合に出場した後は、2016年以降も代表未招集となっている。

## 人物
- 長年にわたり、同胞の女子サッカー選手のアーダ・ヘーゲルベルグと交際[6]。2019年5月に結婚した。